# Banksiamyces toomansis
Banksiamyces toomansis är en svampart som först beskrevs av Berk. & Broome, och fick sitt nu gällande namn av G.W. Beaton 1982. Banksiamyces toomansis ingår i släktet Banksiamyces och familjen Helotiaceae.   Inga underarter finns listade i Catalogue of Life.